# Metal for Muthas
Metal for Muthas es el nombre de dos recopilaciones de heavy metal hechas durante la Nueva ola de heavy metal británico. La compilación original fue Metal for Muthas (volumen I), lanzado en febrero de 1980. Era una muestra de varios artistas conocidos de la NWOBHM, y es conocida principalmente por tener algunas de las primeras grabaciones de la leyenda del heavy metal Iron Maiden. la recopilación es considerada por algunos como una importante pieza documental del surgimiento del heavy metal post-punk, aunque las opiniones en ese tiempo eran diversas. El álbum original alcanzó el lugar 12 en la tabla de LP británicas e incluso se convirtió en la base de una gira con los artistas que contribuyeron con canciones para el disco. Iron Maiden, quien encabezó el tour, se entrelazó mucho con la historia de Sanctuary Records (el nombre de esa discográfica proviene de la canción Sanctuary), ahora como un gran sello discográfico en el mundo del metal.
Metal for Muthas fue seguida por una segunda compilación similar, Metal for Muthas Volume II. la recopilación presentaba artistas menos notables del NWOBHM pero es también un evocador de la ética del HTM de la escena underground del heavy metal de fines de los años '70 y principios de los '80.

## Lista de canciones

### Volumen I
1. Iron Maiden - "Sanctuary"
2. Sledgehammer - "Sledgehammer"
3. E.F.Band - "Fighting for Rock and Roll"
4. Toad the Wet Sprocket - "Blues In A"
5. Praying Mantis - "Captured City"
6. Ethel the Frog - "Fight Back"
7. Angel Witch - "Baphomet"
8. Iron Maiden - "Wrathchild"
9. Samson - "Tomorrow or Yesterday"
10. Nutz - "Bootliggers"

### Volumen II
1. Trespass - "One of These Days"
2. Eazy Money - "Telephone Man"
3. Xero - "Cutting Loose"
4. White Spirit - "High Upon High"
5. Dark Star - "Lady of Mars"
6. Horsepower - "You Give Me Candy"
7. Red Alert - "Open Heart"
8. Chevy - "Chevy"
9. The Raid - "Hard Lines"
10. Trespass - "Storm Child" (enlace roto disponible en Internet Archive; véase el historial, la primera versión y la última).

- Datos: Q980622